# رگ‌زایی

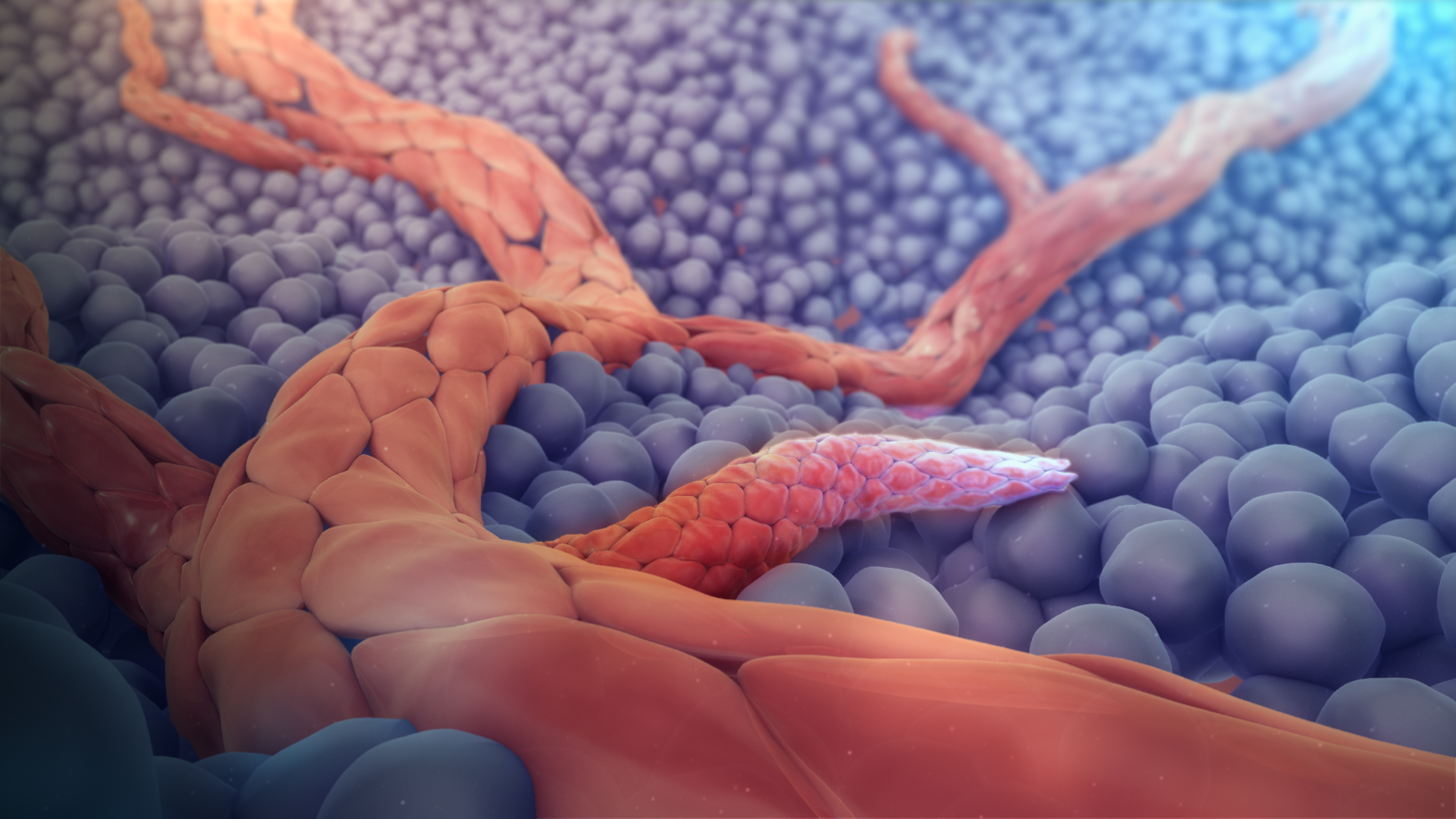
نمایی سه‌بعدی که رگ‌زایی را نشان می‌دهد

رَگ‌زایی یا آنژیوژنز (به انگلیسی: Angiogenesis) فرایندی فیزیولوژیکی است که در آن رگ‌های جدید از رگ‌های موجود رشد می‌کنند.
در دوران جنینی طی فرایندی به نام واسکولوژنز شبکه رگی اولیه تشکیل می‌شود. در این فرایند سلول‌های اندوتلیال به صورت تشکیل از نو از پیش سازهای سلول‌های اندوتلیالی که آنژیوبلاست نام دارند، شبکه رگی اولیه را ایجاد کرده و پس از آن طی فرایند آنژیوژنز با جوانه زنی رگ‌های جدید از رگ‌هایی که قبلاً ایجاد شده اند، شبکه عروقی تکوین می یابد.
در افراد بالغ فقط در طی فرایندهای ترمیمی فیزیولوژیکی همچون ترمیم زخم و سیکل تخمدان رگ زایی انجام می‌گیرد. در واقع در افراد بالغ سلول‌های اندوتلیالی در بلوغ خاموش هستند اما قادراند در پاسخ به عوامل مناسب فعال شوند. به عبارت دیگر رگ زایی فرایند ضروری در فیزیولوژی بدن است که از طریق تعادل بین فاکتورهای القاکننده و مهارکننده رگ زایی تنظیم می گردد و در صورت از بین رفتن این تعادل زمینه برای بروز بیماری‌ها از جمله رشد و متاستاز تومور فراهم می‌شود.
رگ‌زایی برای زندگی، رشد و بهبودی نقش اساسی را بازی می‌کند، مثلاً در ترمیم زخمها شرکت می‌کند. با این حال مبنای تغییر شکل تومورها از حالت خفته به بدخیم به واسطه همین فرایند است.

## رگ‌زایی در تومورها
سلول‌های توموری جمعیتی از سلول‌های میزبان اند که تنظیم تکثیر خود را از دست داده و به میزان نامحدود تکثیر می‌شوند. بافت توموری مواد تغذیه‌ای و اکسیژن را از طریق انتشار ساده تا محدوده ۱ تا ۲ میلی‌متر می‌تواند جذب کند و از این اندازه به بعد نیازمند ایجاد رگ‌های تغذیه‌کننده جدید است. در واقع در سال ۱۹۷۱ برای نخستین بار فرضیه وابسته بودن رشد تومورها به رگ زایی را Folkman مطرح کرد. تحقیقات بعدی نشان داد که رشد و متاستاز تومورها به ایجاد رگ‌های جدید و رفع نیازهای تغذیه‌ای تومور بستگی دارد. به مدت ۳۰ سال تصور بر این بود که رگ‌زایی توموری فقط از طریق روش جوانه زنی sprouting angiogenesis از عروق موجود، ایجاد می گردد. درحالیکه اخیراً مکانیسم‌های عروق زایی دیگری نیز در تومورها شناسایی شده‌است. یکی از این روش‌ها، رگ زایی تقلیدیvasculogenic mimicry (VM) است، فرایندی که طی آن سلول‌های توموری رفتار سلول‌های اندوتلیال را تقلید کرده و ساختارهای کانال مانند شبیه رگ را ایجاد می‌کنند. این پدیده اولین بار در سال ۱۹۹۹ در سرطان پوست شناسایی شد. 
در سال ۲۰۱۷ در مطالعه‌ای نقش پروتئین هایHigh mobility group protein A2 (HMGA2) در ارتباط با رگ زایی تقلیدی در کارسینومای معده بررسی شد. در این مطالعه تأثیر افزایش بیان پروتئین HMGA2 و تشکیل عروق از نوع VM بر روی نمونه‌های بالینی و رده‌های سلولی و همچنین نمونه موشی مطالعه شد. بر اساس نتایج، میزان بالایی از متاستاز در بیماران دارای عروق از نوع VM نسبت به بیماران فاقد آن مشاهده شد. همچنین مشخص شد که در بیمارانی که بیان پروتئین HMGA2 را دارند به دلیل تشکیل عروق از نوع (VM) نسبت به بیمارانی که بیان HMGA2 را ندارند و در نتیجه تشکیل عروق از نوع (VM) را ندارند، زمان بقا کوتاه‌تر است.
رگ‌زایی در تومور با میانجی‌گری مولکول‌های مختلف القا می‌شود. تعادل بین عوامل پیش‌برنده و مهارکننده رگ‌زایی این فرایند را به شدت کنترل می‌کند. چون مهار رگ‌زایی روش مناسبی برای درمان تومور می‌باشد لذا پزشکان کوشیده‌اند با طراحی عوامل درمانی علیه رگ‌زایی به درمان تومور بپردازند. اخیراً مهارکننده‌های رگ‌زایی به صورت درون‌زاد (همچون اینترلوکین-۸) و برون‌زاد (نظیرAvastin) طبقه‌بندی شده‌اند. این عوامل با تشکیل رگ‌ها تداخل می‌کنند.